# 亚洲理事会
亚洲理事会（英語：Asia Council）是一个亚洲各政府所组成的合作论坛，拟在加强亚洲诸国之间的合作。

## 历史
2016年成立，组织总部位于东京，地区总部包括多哈、成都和曼谷。

## 國家
亞洲理事會涵蓋了亞洲所有48個國家和6個特別行政區